# 44-я церемония «Грэмми»
44-я церемония вручения премий «Грэмми» состоялась 27 февраля 2002 года в Стэйплс-центр, Лос-Анджелес. Музыкальная премия «Грэмми» вручалась за музыкальные произведения, изданные с 1 октября 2000 года до 30 сентября 2001 года.
Алиша Киз (Alicia Keys) победила в 5 номинациях, включая Лучший новый исполнитель и Песня года за сингл «Fallin’». Группа U2 победила в 4 номинациях, включая Лучшая запись года и Лучший рок-альбом.

## Основная категория

### Альбом года
- O Brother, Where Are Thou? (саундтрек фильма «О, где же ты, брат?») — Ти Боун Бёрнэт (продюсер), Peter Kurland, Mike Piersante, Gavin Lurssen (звукоинженеры), Harley Allen, Norman Blake, Sam Bush, Mike Compton, The Cox Family, Stuart Duncan, Pat Enright, The Fairfield Four, Эммилу Харрис, John Hartford, Chris Thomas King, Alison Krauss & Union Station, Tim Blake Nelson, The Peasall Sisters, Chris Sharp, Ralph Stanley, Гиллиан Уэлч & The Whites.

### Песня года
- Алиша Киз за песню «Fallin’»

### Лучший новый исполнитель
- Алиша Киз

### Лучшая запись года
- Брайан Ино, Даниэль Лануа (продюсеры), Стив Лиллиуайт (звукоинженеры) & U2 за песню «Walk On»

## Поп-музыка
Лучшее женское вокальное поп-исполнение
- Нелли Фуртадо — «I’m Like A Bird»

Лучшее мужское вокальное поп-исполнение
- Джеймс Тейлор — «Don’t Let Me Be Lonely Tonight»

Лучшее вокальное поп-исполнение дуэтом или группой
- U2 — «Stuck In A Moment You Can’t Get Out Of»

Лучшее совместное вокальное поп-исполнение
- Кристина Агилера, Lil’ Kim, Mya и Пинк — «Lady Marmalade»

Лучшее инструментальное поп-исполнение
- Эрик Клэптон — «Reptile»

Лучшая танцевальная поп-запись (Best Dance Recording)
- Джанет Джексон — «All For You»

Лучший вокальный поп-альбом
- Sade Adu — «Lovers Rock»

## Рок-музыка
Лучший женский рок-вокал
- «Get Right With God» — Lucinda Williams

Лучший мужской рок-вокал
- «Dig In» — Ленни Кравиц

Лучшая рок-группа
- «Elevation» — U2

Лучшая рок-песня
- «Drops Of Jupiter» — Train (Авторы: Charlie Colin, Rob Hotchkiss, Pat Monahan, Jimmy Stafford, Scott Underwood)

Лучший рок-альбом
- «All That You Can’t Leave Behind» — U2

Лучшее хард-рок-исполнение
- «Crawling» — Linkin Park

Лучший хеви-металл-исполнение
- «Schism» — Tool

## Альтернативная рок-музыка
Лучший альтернативный рок-альбом
Best Alternative Music Album
- "Parachutes " — Coldplay

## R&B-музыка
Лучший женский R&B-вокал
- «Fallin’» — Алиша Киз

Лучший мужской R&B-вокал
- «U Remind Me» — Ашер

Лучшая R&B-группа
- «Survivor» — Destiny's Child

Лучшая R&B-песня
- «Fallin’» — Алиша Киз (Автор: Alicia Keys)

Лучший R&B-альбом
- «Songs In A Minor» — Алиша Киз

## Рэп-музыка
Лучшая рэп-группа
- «Ms. Jackson» — OutKast

Лучшее сольное рэп-исполнение
- «Get Ur Freak On» — Мелисса Элиот

Лучшее совместное рэп-исполнение
- «Let Me Blow Ya Mind» — Ив и Гвен Стефани

Лучший рэп-альбом
- «Stankonia» — OutKast

## Кантри-музыка
Лучший женский кантри-вокал
- Долли Партон — «Shine»

Лучший мужской кантри-вокал
- Ralph Stanley — «O Death»

Лучшая кантри-группа
- Alison Krauss & Union Station — «The Lucky One»

Лучшая кантри-песня
- «The Lucky One» в исполнении Элисон Краусс & Union Station (Alison Krauss, автор)

Лучший кантри-альбом
- «Hank Williams Tribute»

## Музыка нью-эйдж
Лучший альбом New Age (Best New Age Album)
- «A Day Without Rain» — Эния

## Фолк-музыка
Лучший фолк-альбом (Best Contemporary Folk Album)
- «Love And Theft» — Боб Дилан

## World Music
Лучший альбом World Music (Best World Music Album)
- «Full Circle / Carnegie Hall 2000» — Рави Шанкар

## Регги
Лучший альбом регги (Best Reggae Album)
- «Halfway Tree» — Дэмиан Марли

## Видео
Лучшее короткое музыкальное видео
- Bootsy Collins & Fatboy Slim — «Weapon Of Choice»

## Кино/ТВ/медиа
Best Compilation Soundtrack Album for a Motion Picture, Television or Other Visual Media
- T Bone Burnett (продюсер), Peter Kurland & Mike Piersante (звукоинженер) за O Brother, Where Art Thou? в исполнении разных артистов

Best Song Written for a Motion Picture, Television or Other Visual Media
- John Flansburgh & John Linnell (автор) за «Boss of Me» (Malcolm in the Middle) в исполнении They Might Be Giants

Best Score Soundtrack Album for a Motion Picture, Television or Other Visual Media
- Steven Epstein (продюсер), Richard King, Lu Xiao Xing & Xu Gou Qin (звукоинженер) & Tan Dun (продюсер и композитор) за Crouching Tiger, Hidden Dragon